# Mig Arogan
 (mars 2023).
Mickenly Thoby, plus connu sous le nom de  Mig Arogan, est un rappeur, chanteur et auteur-compositeur-interprète haïtiano-américain, né le 8 mai 1995 à Cap-Haïtien (Haïti).

## Début de la vie
Mickenly Thoby est né à Cap-Haïtien, Haïti le 8 mai 1995. Il a émigré aux États-Unis depuis 2012. Il est rappeur depuis 2007.

## Carrière musicale
La carrière de Thoby a pris un nouvel élan après la sortie de ses premiers singles "I got it" et "Ice cream". Ses productions ont commencé dans des clubs, des écoles et aussi sur scène avec d'autres artistes. En 2018, Thoby affirme avoir connu son plus gros succès de carrière avec son titre "Addicted to money", un titre qui avait cartonné sur YouTube avec plus de 1,7 million de vues en très peu de temps. Grand admirateur de 50 Cent, Mig a pour modèle cette mégastar du rap américain,. Devenir un modèle, une source d'inspiration est le rêve que le rappeur Thoby caresse depuis un certain temps. Il veut être une grande star au rang de Wyclef Jean. Le jeune rappeur américain d'origine haïtienne cartonne dans le rap des États-Unis. En 2022, la plateforme All Hip-hop annonce le nouveau single "Dubai" de l'artiste MiG Arogan avec Fivio Foreign.

## Discographie
- Vinn Tande Kijanm Fo 2018
- Nouvo Testaman 2018
- Freestyle Thotiana 2019
- Tout a gelé 2020
- Blaze Up 2020
- I got it girl 2022[6]
- Dubaï ft. Fivio Foreign 2022